# Conrow-Gletscher
Der Conrow-Gletscher ist ein Gletscher im ostantarktischen Viktorialand. Er fließt in der Asgard Range unmittelbar westlich des Bartley-Gletschers in nördlicher Richtung in das Wright Valley.
Der Biologe Roy Eugene Cameron (* 1929), Leiter des Biologenteams des United States Antarctic Research Program zur Untersuchung des Gebiets um den Gletscher zwischen 1967 und 1968, benannte ihn nach Howard Paxson Conrow (1915–1972), einem Mitglied dieser Mannschaft.